# Copa de Oro Nicolás Leoz
La Copa de Oro Nicolás Leoz, o simplement anomenada Copa de Oro (Copa d'Or) fou una competició futbolística disputada per clubs sud-americans els anys 1993, 1995 i 1996. La disputaven els campions de la Copa CONMEBOL, Supercopa Masters (CONMEBOL Masters el 1996), Supercopa Sud-americana i la Copa Libertadores de América.

## Historial
| 1993 | Boca Juniors (ARG) | 0 - 0 1 - 0 Agregat 1 - 0             | Atlético Mineiro (BRA) | São Paulo FC (BRA)                   | Cruzeiro (BRA)                       |
| 1995 | Cruzeiro (BRA)     | 0 - 1 1 - 0 Agregat 1 - 1 (pen) 4 - 1 | São Paulo FC (BRA)     | només dos equips hi van prendre part | només dos equips hi van prendre part |
| 1996 | Flamengo (BRA)     | 3 - 1                                 | São Paulo FC (BRA)     | Rosario Central (ARG)                | Grêmio (BRA)                         |

## Palmarès per país
- Brasil 2 títols
- Argentina 1 títol